# Finews
finews.ch ist ein unabhängiges Schweizer Online-Nachrichtenportal für die Finanzbranche. Das Angebot richtet sich in deutscher Sprache an alle Beschäftigten und Auszubildenden in Banken und Versicherern, ebenso an Fondsmanager, unabhängige Vermögensverwalter, Kaderstellenvermittler, Juristen, Treuhänder, Steuerberater, IT-Fachleute, Unternehmensberater, Kommunikationsfachleute, Studenten und Behördenvertreter.

## Porträt
Die Finews AG wurde 2009 gegründet und beschäftigt 17 Mitarbeiter (Stand Juni 2022). Chefredaktor ist seit 1. März 2024 Dominik Buholzer. Er löste Fredy Greuter ab, der seit Anfang 2022 dieses Amt innehatte. Claude Baumann, Initiant von finews.ch und Autor verschiedener Bücher zu Finanzthemen, ist seit Anfang 2018 CEO und seit Anfang 2021 Verwaltungsratspräsident der Finews AG. Pro Monat verzeichnet finews.ch rund 990'000 Unique Visits, wobei 2,87 Mio. Seiten abgerufen werden (Stand März 2022).
finews.ch informiert über die Finanzwelt, bringt nach eigenen Angaben die relevanten News, berichtet über Personalwechsel und Veränderungen am Arbeitsmarkt, liefert Analysen, Kommentare und Meinungen und verfolgt die wichtigsten Branchentrends. Die Artikel von finews.ch werden regelmässig von anderen Medien aufgegriffen und zitiert.
Seit September 2015 werden zusätzlich auf finews.com auch Artikel in englischer Sprache publiziert. Anfang 2016 wurde das Angebot mit finews.asia und Nachrichten in Englisch für die Finanzbranche in Asien erweitert. Die Finews AG verfügt über eine Tochtergesellschaft, die in Singapur ansässig ist.
finews.ch führt bei seiner Leserschaft regelmässig repräsentative Umfragen durch und veröffentlicht vierteljährlich den AVI-Vermögensverwalter-Index, der ein periodisches Stimmungsbild über die aktuelle Verfassung der unabhängigen Vermögensverwalter in der Schweiz liefert. Gemeinsam mit einer Jury aus renommierten Finanzexperten kürt finews.ch jeweils Ende Jahr das Schweizer Finanzwort des Jahres. Ausserdem publiziert finews.ch seit 2012 jährlich eine Umfrage zu den Berufsaussichten in der Finanzbranche. Dies geschieht in Zusammenarbeit mit dem Swiss Finance Institute (SFI).
Im eigenen Web-TV-Kanal bietet finews.ch Interviews und Podiumsgespräche mit Persönlichkeiten aus der Finanzbranche sowie Analysen und Kommentare zu aktuellen Ereignissen und Trends. Namhafte Autorinnen und Autoren publizieren Gastbeiträge in der Rubrik finews.first. Themen aus der Arbeitswelt finden ihren Eingang in die Rubrik finews.life, und seit Oktober 2021 deckt die Webseite finewsticino.ch in italienischer Sprache das Geschehen auf dem Finanzplatz im Tessin ab. Der finews.shop, der diverse Produkte anbietet, vervollständigt das Angebot der Plattform.

## Gastautoren
- Adriano B. Lucatelli[19]
- Peter Kurer[20]
- Beat Kappeler[21]
- Dieter Ruloff[22]
- Maurice Pedergnana[23]
- Martin Dahinden[24]
- Thorsten Polleit[25]
- Walter Wittmann[26]

## Auszeichnungen
- 2016: comdirect finanzblog award, 1. Preis[27]
- 2015: Medienpreis für Finanzjournalisten, 1. Preis Online[28]
- 2014: State Street-Preis für Finanzjournalisten, Fachbereich Blog[29]